# 사이클로헥세인
사이클로헥세인(Cyclohexane, 시클로헥산)은 사이클로알케인의 한 종류인 유기화합물이다. 사이클로 헥세인은 벤젠의 수소첨가반응에 의해 합성된다. 상온에서 무색의 액체 상태로 존재하며 휘발성이 있다. 사이클로헥세인부터의 사이클로 알케인의 결합각은 모두 109.5도이다.

## 이성질체
의자 모양, 배 모양, 봉투 모양, 꼬인 모양 등의 여러 종류의 입체 이성질체가 존재하지만, 의자 모양이 가장 안정적으로 존재한다. 그러나 치환된 사이클로헥세인 고리의 경우, 치환기의 입체 장애 현상에 따라 다른 구조가 더 안정할 수도 있다.

## 축 방향, 적도 방향
사이클로헥세인 또는 사이클로헥세인 형태의 구조를 가진 고리 화합물의 의자 모양 입체 배치에서, 치환기는 고리가 이루는 평면과 평행한 방향의 치환기와 수직인 치환기로 구별된다. 고리가 이루는 평면과 평행한 것을 적도 방향 (equatorial), 수직인 것을 축 방향 (axial)이라고 부른다. 고리뒤집기에 의해 전환될 수 있다.

## 성질
사이클로헥세인은 가연성이며, 마취 작용이 있다.

## 제법과 이용
공업적으로, 사이클로헥세인은 대부분 벤젠에 니켈 또는 팔라듐 촉매를 사용하여 수소첨가반응을 일으켜 생산된다.또한 석유의 정제 과정에서 생기는 메틸사이클로펜테인에 촉매를 사용하여 사이클로헥세인을 만들기도 한다.
공업적으로 생산되는 사이클로헥세인은 사이클로헥사논으로 전환되고 결국 ε-카프로락탐, 아디프산, 헥사메틸렌다이아민, 6-나일론, 6,6-나일론의 원료로 이용된다.
사이클로헥세인의 자체 용도는 주로 유기 용매상태로의 세정액이나 접착제 등이다.또한 방독면의 시험용 기체로 사용되기도 한다.

## 위험성
피부 등에 장기간 노출되면 피부염 등의 질병을 일으킬 수 있다. 또한 흡입하면 저농도에서는 두통을, 고농도에서는 의식 장애를 일으킨다. 낮은 농도에서는 냄새가 거의 없기 때문에 취급시 주의가 필요하다. 눈에 접촉 시 심한 자극을 주며 각막혼탁증을 유발한다.

## 같이 보기
- 헥세인